# Llengües arawak
Les llengües arawak són una família lingüística indígena d'Amèrica, estesa per Sud-amèrica i el Carib correctament identificada. Rep el seu nom de la llengua arawak (cal no confondre el nom amb l'araucà ni amb l'arwuak ni amb arawá). Seria de les més diverses i esteses d'Amèrica, en el sentit que inclou més varietats conegudes i aconsegueix una dispersió territorial major. Alguns autors postulen que les llengües arawak o maipureanes podrien estar emparentades amb les llengües arawanes i les lengües guahibanes, i per a elles s'usa el terme macroarawak o arawakan.

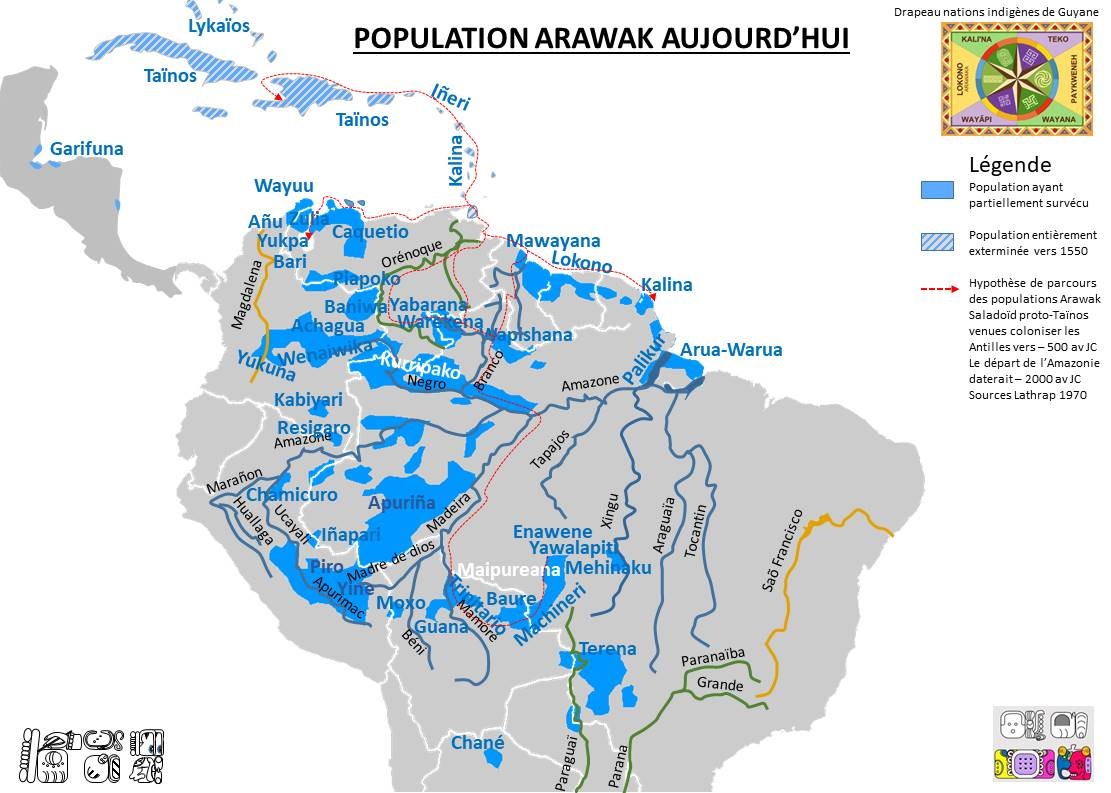
Situació de les llengües avui

La denominació «llengües maipureanes» és equivalent, encara que té un ús més limitat i va ser encunyat per Filippo Salvatore Gilii el 1772, prové del maipure llengua d'aquesta família parlada al segle xviii a Colòmbia i Veneçuela i actualment extinta.

## Història
Les llengües arawak es parlen en una gran part del territori de l'Amèrica Llatina, des de les muntanyes centrals de la Serralada dels Andes en el Perú i en Bolívia, travessant la planura amaçònica, al sud en direcció al Paraguai i al nord, en països de la costa del nord de l'Amèrica del Sud, com Surinam, Guyana i Veneçuela.
Aryon Rodrigues va anomenar la llengua parlada en algunes illes antillanes, com Trinidad, Lokono. Quan els europeus van iniciar la seva colonització del Carib, els arawak eren dividits i compareixien la terra amb els caribs i fou que uns i altres van tenir contactes amb la població nativa i les seves llengües. Com carib, el nom arawak era usat per designar el conjunt de llengües oposades a l'interior del continent i aparentades amb l'arawak.

## Llegat: termes d'origen arawak
De les llengües arawak septentrionals han passat diversos préstecs de paraules al castellà i altres idiomes, com per exemple: batata, bohío, caimán, cacique, caníbal, canoa, carey, colibrí, enaguas, guajiro, hamaca, iguana, maíz, sabana o tiburón. La llengua taíno va ser parlada a Cuba, Jamaica, Puerto Rico i L'Espanyola, sent la font de la majoria d'aquests préstecs lèxics.

## Classificació
La família arawak estricta, o maipureana, s'estén a la regió circunamazònica (de fet només una llengua de la família està íntegrament dins de la regió Amaçònica). És la major família d'Amèrica del Sud quant al nombre de llengües registrades i probablement també quant a extensió original. El parentiu genètic de les llengües arawak va ser reconegut per primera vegada pel pare Gilii en 1783, tres anys abans de la famosa afirmació de Sir William Jones sobre l'indoeuropeu. El reconeixement de Gilii es va basar en la comparació de les marques de persona en maipure, una llengua extinta de la vall de l'Orinoco, i el moxo de Bolívia. Gilii va denominar a la família maipure d'on es té la denominació llengües maipureanes. Briton (1982) va canviar la designació a «arawak», nom pres d'una de les llengües més importants de la família, l'arawak (lokono) parlat a la Guaiana. Aquesta denominació va guanyar acceptació durant les següents dècades fins a convertir-se en majoritària. Els límits de la família van ser definitivament establerts a principis del segle xx.
Encara que actualment només sobreviurien unes 40 llengües, d'un total d'entre 89 (Noble, 1965) i 154 (Loukotka, 1968) llengües registrades. En l'actualitat al voltant de mig milió de persones parlen una llengua arawak, encara que el 80% d'aquests parlants pertanyen a només dues llengües, el garifuna i el wayúu, i només 17 d'elles superen els mil parlants, per la qual cosa la majoria de llengües de la família estan seriosament amenaçades.

### Classificació interna
Els estudis comparatius i històrics sobre les família arawak tenen una llarga història. No obstant això, la primera reconstrucció de protoarawak sobre bases sòlides i sobre la base d'uns 200 termes lèxics i uns pocs morfemes gramaticals va ser publicada per Payne en 1991. Aquest mateix treball tracta l'assumpte de l'agrupació interna de la família, encara que només des del punt de les innovacions lèxiques, més que de les innovacions fonològiques o gramaticals, raó per la qual aquesta classificació segueix sent debatuda.
A continuació es donen les principals divisions de la família, juntament amb el nombre de llengües encara vives de cada grup i el nombre aproximat de parlants, amb la data del càlcul:
1. Llengües arawak centrals
  1. Enawené-Nawé 320 (2000)[4]
  2. Grup Paresí-Waurá
    1. Mehinaku 200 (2000)[5]
    2. Paresí 800 (1997);[6] 1.290 (1999)[7]
    3. Saraveca †
    4. Waurá 330 (2001)[8]
    5. Yawalapití 7 (2005)[9]
2. Llengües arawak orientals
  1. Palikur 1.200 (1997);[6] 1.420 (2000)[10]
3. Llengües arawak septentrionals
  1. Grup Caribeny
    1. Añu (paraujano) ¿?[11]
    2. Iñeri †
    3. Garifuna 100.000 (1997);[6] 195.800 (2006)[12]
    4. Lokono (o arawak) 2.400 (1997);[6] 2.450 (2002);[13] 1.500 (2012)[14]
    5. Taïno †
    6. Wayuunaiki (o wayú) 305.000 (1995);[15] 127.000 (1997)[6]
    7. Caquetío †

  2. Grup Interior
    1. Achagua 250 (2000)[16]
    2. Baniwa †
    3. Baniwa-Curripaco-Katapolítani
      1. Baniwa 6.070 (1983-2007)[17]
      2. Kurripako 3.100-5.920 (1997);[6] 12.540 (2001)[18]

    4. Baré †
    5. Cabiyarí 310 (2001)[19]
    6. Warekena 500 (1983-2001)[20]
    7. Mandawaca 3.000 (1975)[21]
    8. Piapoco 3.100 (1997);[6] 6.380 (2007)[22]
    9. Resígaro 14 (1976)[23]
    10. Tariana 430 (1996-2007)[24]
    11. Yavitero †
    12. Yucuna 1.800 (2001)[25]

  3. Grup Wapishans
    1. Atorada ¿?[26]
    2. Mapidian 50 (1986)[27]
    3. Wapishana 5.500 (1997);[6] 12.500 (2000);[28] 6.900 (2012)[14]

  4. No classificada
    1. Yabaâna ¿?[29]
4. Llengües arawak meridionals
  1. Grup Paraná-Mamoré
    1. Baure 13 (2000)[30]
    2. Guané †
    3. Ignaciano 4.000 (1997);[6] 4.500 (2000)[31]
    4. Terêna 15.000 (1991);[32] 20.000 (1997)[6]
    5. Trinitario 5.000 (1997);[6] 5.500 (2000)[33]
    6. Chané †

  2. Llengües campa
  3. Grup Purús
    1. Apurinã 1.500 (1997);[6] 4.087 (2003)[34]
    2. Iñapari 4 (1999)[35]
    3. Machinere 400 (1994-1999)[36]
    4. Mashco Piro 60 (1976)[37]
    5. Yine (o piro) 1.700-2.500 (1997);[6] 4.000 (2000)[38]

  4. No classificada
    1. Irantxe 190 (1995)[39]
5. Llengües arawak occidentals
  1. Chamicuro 2 (2000)[40]
  2. Yanesha' 4.000-8.000 (1997);[6] 9.830 (2000);[41] 1.750-8.000 (2007);[42] 10.000 (2012)[43]
6. Mawayana
  1. Mawayana 50 (1986)[44]

## Descripció lingüística
A causa de la gran difusió de les llengües arawak a Amèrica del sud i Centreamèrica, existeix una gran diversitat gramatical entre elles. Encara que les llengües arawak d'un mateix grup poden retenir fins a un 70 o 80% de lèxic bàsic comú, a causa de contactes amb altres grups i matrimonis mixts poden arribar a presentar característiques gramaticals bastant diferents. A l'àrea de l'alt Vaupés, on tots els seus habitants són obligatòriament bilingües (de vegades trilingües), existeix una forta inhibició cultural cap al préstec lèxic que és interpretat com una forma de «llengua barrejada», però les influències gramaticals i sintàctiques més subtils han fet convergir gramaticalment les llengües arawak de la regió cap a les llengües tucanes sense produir un impacte tan important en el lèxic.
Algunes característiques comunes a les llengües arawak són:
1. Alineament morfosintàctic de tipus actiu/inactiu, on com a marques d'agent actiu s'usen prefixos i les marques d'objecte tenen formes similars però són sufixos.
2. Gènere gramatical. La majoria de llengües arawak distingeixen dos gèneres: masculí i femení, en els pronoms personals de tercera persona, els demostratius, algunes formes nominalitzades del verb. Encara que algunes llengües han desenvolupat sistemes secundaris més complicats de classificadors nominals aquesta característica no sembla remuntar-se al protoarawak.
3. Nombre gramatical. Totes les llengües arawak diferencien el singular del plural, encara que el plural és opcional quan el referent no és humà. El plural d'humans o animats prové usa formes derivades de *-na / *-ni, mentre que el plural d'inanimats o no humans prové generalment de -pe.
4. Possessió alienable enfront d'inalienable. Les llengües arawak distingeixen mitjançant un sufix especial si es tracta de possessió inalienable (parts del cos, parents, etc..) o si es tracta de possessió aliniable (objectes materials, etc.).
5. Atribució i negació. La major part de llengües arawak tenen un prefix de negació ma- i un prefix atributiu-relatiu ka-, per exemple, en piro ka-yhi 'tenint dents' (ATR-dent), ma-yhi 'desdentat, que no té dents' (NEG-dent)[45] o en bare ka-witi-w (ATR-ull-FEM) 'una dona amb bona vista', ma-witi-w 'una dona amb mala vista, cega' (NEG-ull-FEM).

### Fonologia
L'inventari consonàntic típic d'una llengua arawak és més o menys el següent:
|             | Labial | Alveolar | Palatal | Velar  | Glotal |
| ----------- | ------ | -------- | ------- | ------ | ------ |
| Oclusiva    | p, (b) |          | t, (d)  | k, (g) | (ʔ)    |
| aspirada    | (pʰ)   |          | (tʰ)    | (kʰ)   |        |
| Africada    |        | ʦ        | ʧ       |        |        |
| Fricativa   | (ɸ)    | s        | ʃ       |        | h      |
| Aproximants | β      | l,r      | j       | w      |        |
| Nasal       | m      | n        | ñ       |        |        |

Els sons entre parèntesis només apareixen en algunes llengües de la família:
- El contrast entre /b/-/p/ i /d/-/t/ es troba en la major part de les llengües arawaks septentrionals, però està absent en les meridionals. El constrast /k/-/g/ és encara més escàs i només apareix en l'extint resígaro i el garifuna.
- El contrast entre *oclusivas aspirades i no aspirades només apareix en algunes llengües arawaks septentrionals.

### Morfologia
La majoria de llengües arawaks són polisintètiques o predominantment aglutinants amb pocs elements fusionants. En la majoria d'elles les marques morfològiques recauen sobre el nucli més que el complement, és a dir, són llengües amb marcatge de nucli. Aquest factor explica l'absència de cas gramatical en la majoria de llengües. Les llengües arawaks són predominantment sufixants i només tenen uns pocs prefixos, encara que els pocs prefixos són bastant uniformes al llarg de tota la família, mentre que els sufixos varien molt d'un subgrup arawak a un altre. Els morfemes no lligats freqüentment es gramaticalitzen com a morfemes lligats, així les adposicions arriben a ser marcardors aplicatius i les arrels verbals freqüentment es gramaticalitzen com a marques d'aspecte gramatical.
Les llengües arawaks tendeixen a tenir un gran nombre de classificadors nominals i només dos o tres gèneres gramaticals restringits als pronoms i altres elements sense referència fixa. La morfologia nominal és senzilla i molt uniforme en tota la família, sent la morfologia verbal més complexa i variable d'unes llengües a unes altres. La morfologia verbal és particularment complexa en les llengües arawaks meridionals i només en algunes de les septentrionals. Com a exemple d'alt grau de polisíntesis l'amuesha (AM, arawak meridional) i el Tariana (TA, arawak septentrional):
(1a) Ø-omaz-amy-eʔt-ampy-es-y-es-n-eˑn-a
3SG-anar.riu.avall-DISTR-EPENT-DAT-EPENT-PL-EPENT-?-PROG-REFL [AM, Wise 1986:582]
'Anaven anant riu avall en canoa a última hora de la tarda detenint-se al llarg del camí'
(1b)  na-mat͡ʃi-ka-i-ya-kaka-tha-sina-bala
3PL-ser.dolent-TEM-CAUS1-CAUS2-RECIP-FRUSTRATIU-PASSAT.REMOT-LOC [TA, Wise 1986:582]
'S'han transformat l'un a l'altre en quelcom ubic encara que en va'
En les llengües arawak existeixen marques persona en el verb tant per a l'«agent» (A: agent, o Sa: subjecte actiu) com per a l'«objecte» (O: pacient, o So: subjecte passiu). Les marques de persona pel paper temàtic d'agent usualment van prefixades mentre que les marques per al paper temàtic de pacient o experimentador van sufixades. El següent quadre recull les formes proposades pel protoarawak:
|                      | Prefixos (A/Sa) | Prefixos (A/Sa) | Sufixos (O/So) | Sufixos (O/So) |
| Singular             | Plural          | Singular        | Plural         |                |
| -------------------- | --------------- | --------------- | -------------- | -------------- |
| 1a persona           | *nu-, *ta-      | *wa-            | *-na, *-te     | *-wa           |
| 2a persona           | *(p)i-          | *(h)i-          | *-pi           | *-hi           |
| 3a per. masc.        | *ɾi-,*i-        | *na-            | *-ɾi, *-i      | *-na           |
| 3a per. fem.         | *thu-,*u-       | *na-            | *-thu, *-u     | *-na           |
| impersonal, reflexiu | *pa-            | *pa-            |                |                |
| indeterminat         | *i-, *a-        | *i-, *a-        | *-ni           | *-ni           |

La forma impersonal-reflexiva ha variat molt en les llengües modernes; en algunes llengües s'usa per a la primera persona del plural inclusiva, també s'usa quan el subjecte i el pacient coincideixen (reflexivitat), per expressar reciprocitat entre subjecte i pacient i fins i tot quan un possessiu dins de l'oració és correferencial amb l'agent.
Les llengües arawak meridionals tenen una estructura de predicat més complexa que les llengües arawak septentrionals Aquesta diferència podria deure's a l'efecte de difusió dins de l'àrea lingüística, ja que la major part de les llengües arawak i no arawak de l'Amazònia meridional són més polisintètiques que les llengües del nord. Les característiques morfològiques reconstruïbles pel protoarawak inclouen (a) pronoms personals i afixos que marquen persona en el verb, (b) gènere gramatical, (c) nombre gramatical, (d) marques possessives en els noms, (e) marques d'atribució i negació. Quant al gènere gramatical la majoria de les llengües distingeixen dos gèneres, masculí i femení, com en els següents exemples del palikur (PA, arawak septentrional) i tariana (TA, arawak septentrional):
(2a) amepi-yo / amepi-ye
lladre.FEM / lladre.MASC
'lladra' / 'lladre' [PA, Aikhenvald 2001:172]
(2b) nu-phe-ri / nu-phe-m
1aSG-germà.gran-MASC / 1aSG-germà.gran-FEM
'el meu germà gran' / 'la meva germana gran' [TA, Aikhenvald 2001:172]

### Sintaxi
Tendeixen a tenir un alineament morfosintàctic de caràcter actiu-inactiu, més que un ergatiu-absolutiu o acusatiu-nominatiu.

### Comparació lèxica
A continuació es presenten breus llistes de cognats per als tres principals grups:
|          | Arawak caribeny  | Arawak caribeny | Arawak caribeny | Arawak caribeny | Arawak caribeny | Arawak caribeny | Arawak septentrional continental | Arawak septentrional continental | Arawak septentrional continental | Arawak septentrional continental | Arawak septentrional continental | Arawak septentrional continental | Arawak septentrional continental |
| Yucuna   | Arawak           | Wayúu           | Garifuna        | Taíno           | Proto-AC        | Achagua         | Baniwa-W.                        | Kurripako                        | Warekena                         | Piapoco                          | Resígaro                         | Proto-AS                         |                                  |
| -------- | ---------------- | --------------- | --------------- | --------------- | --------------- | --------------- | -------------------------------- | -------------------------------- | -------------------------------- | -------------------------------- | -------------------------------- | -------------------------------- | -------------------------------- |
| 'un'     | pajluwája        | ábã             | wane            | ában            | heketi          | *abã-n          | Baque                            | patsià                           | pada                             | peya                             | abéíri                           | sagú                             | *(a)pa-ya *pati-                 |
| 'dos'    | ijamá            | bian            | piama           | piáma           | yamo-ka         | *piama          | čámai                            | enaba                            | jamada                           | damtatha                         | pučáiba                          | migaakú                          | *čama-                           |
| 'tres'   | wéeji kéele      | kabun           | apünüin         | ürua            | kanokum         | ?               | matálii                          | terètsi                          | madalida                         | mabaitalisa                      | máisiba                          | migaakú sagú                     | *mapa(li)                        |
| 'quatre' | pa'ú quéele      | biti            | pienči          | gádürü          | bibiti          | ?               |                                  |                                  | likuadaka                        |                                  | báinúaka                         | po'tsáávágaahí                   | ?                                |
| 'home'   | ačiñá            | wadili          | hašiči          | eyeri           | iro             | *atsiri         | wašiaáli                         | ênami                            | aačia                            | inauli                           | athìari                          | atsáagí                          | *atsiri                          |
| 'dona'   | inanáru          | hiaro           | jiérü           | hiñanru         | inaru           | *hi(n)ãru       | íina                             | néeyawa                          | inaro                            | inautam                          | inanái                           | ináadó                           | *inaru                           |
| 'gos'    | jáahui- pirákaná | (péero)         | erü             | aunli           | aon             | *aũri           | áuli                             | tsîinu                           | tsino                            | čino                             | áuri                             | íiní                             | *auri *tsino                     |
| 'sol'    | kaamú            | hadali          | ka'í            | weyu            | wey             | *kããwói         | káiwia                           | amóši                            | heri                             | kamoi                            | èeri'                            | jáhí                             | *kãwósi                          |
| 'lluna'  | kéeri            | kati            | kaší            | kati            | karaya          | *kasiri         | kéerri                           | ašída                            | keri                             | keti                             | kéeri                            | keégí                            | *ka(si)di                        |
| 'aigua'  | Júuni            | uini            | wüin            | duna            | ni              | *(h)uni         | šiátai                           | wéni                             | ooni                             | one                              | úni                              | jooní                            | *(h)uni                          |

|          | Arawak meridional | Arawak meridional | Arawak meridional | Arawak meridional | Arawak meridional | Arawak meridional | Arawak meridional | Arawak meridional | Arawak meridional | Arawak meridional | Arawak meridional       |
| Amuesha  | Aixaninka         | Ashéninka         | Machiguenga       | Mehinaku          | Nomatsi- guenga   | Paresi            | Piro- Yine        | Waurá             | Yawalpití         | Proto-AM          |                         |
| -------- | ----------------- | ----------------- | ----------------- | ----------------- | ----------------- | ----------------- | ----------------- | ----------------- | ----------------- | ----------------- | ----------------------- |
| 'un'     | paterr            | aparo             | aparoni           | paniro            | pauitsa           | patiro            | hatita            | satupje           | pãwã              | paua              | *pãtiro/ *pãwã          |
| 'dos'    | epa               | apite             | apiti             | piteni            | mepiama           | pite              | hinama            | gepi              | mepĩjãwã          | purziñama         | *piti-/ *piama          |
| 'tres'   | ma'pa             | maava             | maawa             | mavani            | kamayukule        | maba              | hanama            | mapa              | kamaukula         | kamayunkula       | *maapa-                 |
| 'quatre' | pa'tats           |                   |                   | tovaini           |                   | otsibasati        |                   | gepkoxamkoje      |                   |                   | ?                       |
| 'home'   | yakma             | širampari         | širampari         | surari            | erináu            | sërari            | ena               | exi               | eniža             | örinau            | *serãri                 |
| 'dona'   | peno              | tsinane           | tsinani           | tsinane           | teneru            | tsinane           | ohiro             | setu              | tinežu            | tináu             | *tsinaru                |
| 'gos'    | oček              | otsiti            | otsitsi           | otsiti            | awajalukuma       | otsiti            | (kačolo)          | abe               | awaulukumã        |                   | *otsiti *away-          |
| 'sol'    | atsne'            | poreatsiri        | oorya             | poreatsiri        | kame              | paba              | kamai             | kaxi              | kami              | kame              | *kamá(s)i *(pori)atsiri |
| 'lluna'  | arrorr            | kaširi            | kaširi            | kaširi            | keri              | mančakori         | kaimare           | airi              | keži              | keri              | *kasiri                 |
| 'aigua'  | oñ                | nija              | jiñaa             | nia               | one               | nija              | one               | gonu              | uni               | u                 | *uni(ha)                |

### Numerals
Els numerals reconstruïts per a diferents branques arawaks són:
| GLOSA | Oriental       | Septentrional    | Septentrional   | Central              | Meridional            | Meridional   | Meridional   | Occidental       | Occidental        | PROTO- ARAWAK    |
| GLOSA | Palikur        | PROTO- CARIBENY  | PROTO- INTERIOR | PROTO- PARESÍ- WAURÁ | PROTO- PARANÁ- MAMORÉ | PROTO- CAMPA | PROTO- PURÚS | Chamicuro        | Yanesha (amuesha) | PROTO- ARAWAK    |
| ----- | -------------- | ---------------- | --------------- | -------------------- | --------------------- | ------------ | ------------ | ---------------- | ----------------- | ---------------- |
| '1'   | paha-t         | *aban(e)         | *(a)pa-         | *paw- *pati-         | *pa-(ti)              | *a-pa(ti)-ro | *pati        | padláka          | patʲeʐ            | *pa-             |
| '2'   | pi-ta-na       | *piama           | *piama-         | *(mi)pĩyãmã          | *(a)pi-               | *a-pite-     | *he-pi       | maʔᵃpóhta        | e̤pa               | *pi-ama/ *pi-ta- |
| '3'   | mpana          | *apa-ni- *kamɨn- | *mapa-~ *mada-  | *kamayukúla          | *mapa-                | *maba-       | *mapá        | kíɬko            | maʲpa             | *mapa- *kama-    |
| '4'   | paxnika        | *pinti           |                 | *2x2                 |                       |              |              | maʔᵃpohta- mádla | pa'taʦ            |                  |
| '5'   | poho-wku '1x5' | *pada            | *pa-kapi        | *1x5                 | *pa-X                 |              |              | (pička)          | amnaːɾ            | *1x5             |
| '6'   | pugunkuna      |                  | *5+1            | *1+5                 |                       |              |              | (sókta)          | peːʧap            | *1+5             |
| '7'   | nteunenker     |                  | *5+2            | *2+5                 | *2+5                  |              |              | (kañčis)         | (kantʂeʐ)         | *2+5             |
| '8'   | 7+1            |                  | *5+3            | *3+5                 | *3+5                  |              |              | (púsak)          | (posok)           | *3+5             |
| '9'   | 7+2            |                  | *5+4            | *4+5                 | *4+5                  |              |              | (ískon)          | (eskont)          | *4+5             |
| '10'  | madik-awku     |                  | *2x5            | *2x5                 |                       |              |              | (čúŋka)          | tʂaːʐaʔ           | *2x5             |

Els termes entre parèntesis del chamicuro i el yanesha són préstecs del quítxua.